# Північно-Західний економічний район
Північно-Західний (Західнополіський) економічний район розташований на крайньому північному заході України. Район включає територію Волинської та Рівненської областей.

## Загальні відомості та ЕГП
До Північно-Західного економічного району входять дві області (Волинська й Рівненська) загальною площею 40,3 тис. км²; чисельністю жителів 2,2 млн осіб. Територія району в минулому була частиною могутнього Галицько-Волинського князівства. З часом ці землі входили до складу Польсько-Литовської держави, Росії, Польщі, і тільки в 1939 році приєднані до основної частини української території.

## Населення і трудові ресурси
Район виділяється серед інших тим, що демографічна ситуація не набрала тут надто загрозливого характеру. За підсумками 1998 року, у Рівненській області ще спостерігався незначний додатний приріст населення. З 1999 року в обидвох областях відбувається депопуляція населення, але її темпи найменші (близько −2 на 1000 осіб) серед усіх економічних районів. Саме у Північно-Західному районі зараз залишається й найбільша народжуваність в Україні.
Частка сільських жителів на сьогодні становить тут 49%. Середня густота сільського населення тут не набагато нижча, ніж у Карпатському економічному районі. Через невисокий рівень урбанізації, середня густота населення (67 осіб на км²) значно нижча від пересічної для країни, найменша серед усіх економічних районів. У Північно-Західному регіоні України значна частка (понад 96%) українського населення, а також помітно виражені етнографічні особливості (своєрідний побут і культурні традиції, джерела яких сягають часів язичництва) корінних жителів краю — поліщуків. Найбільші з національних меншин — росіяни, білоруси, поляки, які проживають у містах та прикордонних районах.
Щодо трудових ресурсів, то тут сформувався значний надлишок їх, особливо у сільській місцевості. Це зумовлює як значні маятникові міграції, так і виїзд мешканців на сезонні роботи на східні терени України, в інші держави.

## Природні умови та ресурси

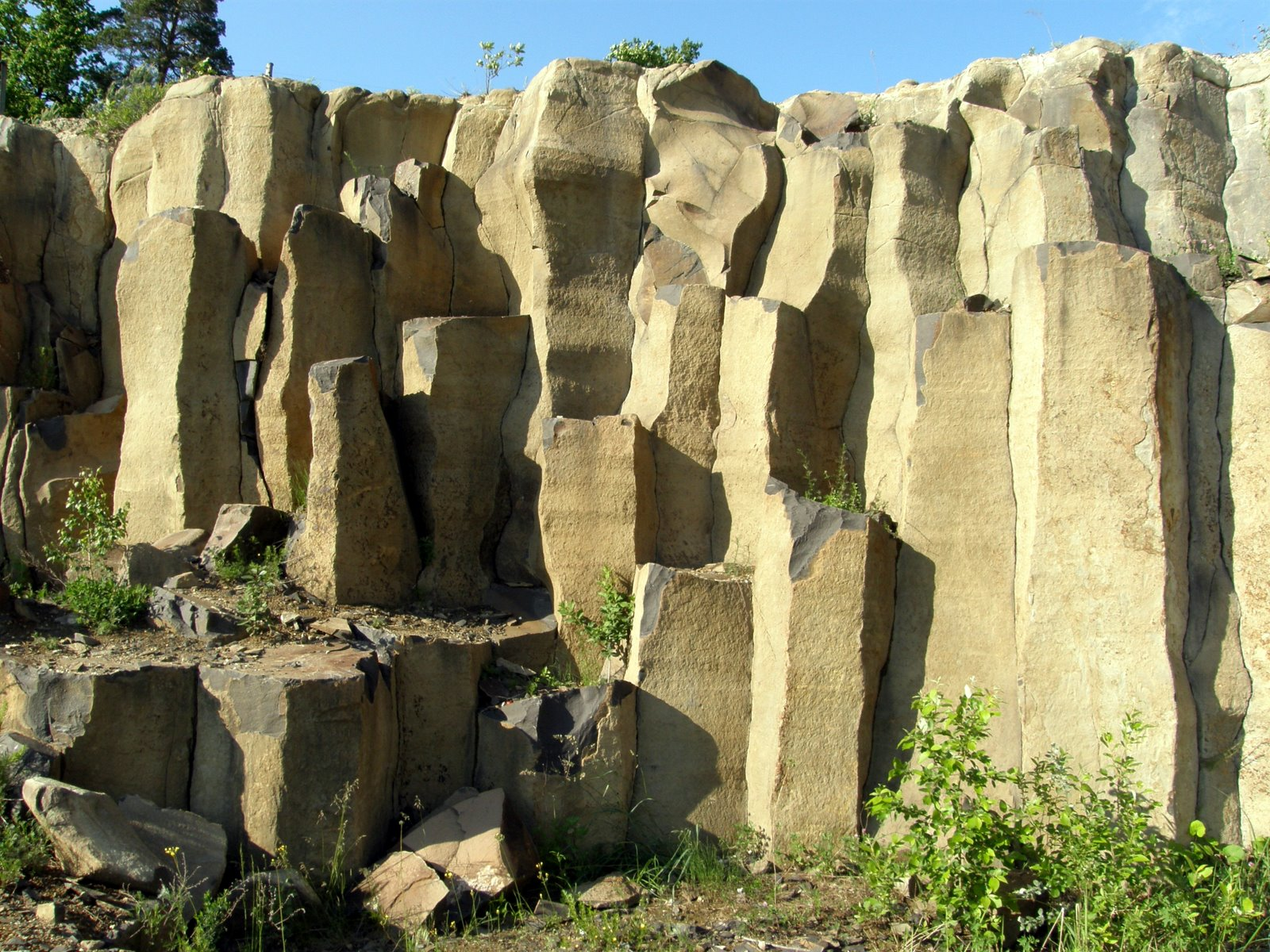
Село Базальтове. Базальтовий кар'єр

У межах Північно-Західного економічного району є незначні паливно-сировинні ресурси. Важливе місце серед запасів паливних ресурсів регіону належить Львівсько-Волинському
кам'яновугільному басейну. Перспективні для місцевого використання газові родовища виявлені на Волині. У районі є значні запаси торфу.
Рудних корисних копалин тут практично немає. У 90-роках у Волинській області виявлені перспективні поклади мідних руд.
Порівняно багатий район на будівельну сировину (вапняки, мергелі, крейду, граніт, габро) дорогоцінні камені (топази, бурштин).
Один з найбагатших Північно-Західний район на водні та лісові ресурси. Густа річкова сітка, багато озер і боліт, великі запаси підземних вод. Тут зосереджені значні масиви лісів Полісся.
Поверхня регіону охоплює рівнинні простори Поліської низовини, Волинської височини. Помірно континентальний клімат з достатнім, а в деяких районах надмірним зволоженням зумовили формування на рівнинах природних комплексів мішаних лісів з дерново-підзолистими, іноді заболоченими ґрунтами.
Північно-Західний економічний район має значні природні рекреаційні ресурси. Це передусім мальовничі ландшафти поліських лісів та озер. Питома вага потенційно рекреаційних територій у структурі земель у Рівненській області є найбільшою в Україні (понад 50%).

## Господарський комплекс
Провідними міжгалузевими комплексами в економічному районі є: паливно-енергетичний, машинобудівний, хіміко-індустріальний, будівельний, лісовиробничий, агропромисловий, легкої промисловості, транспортний та рекреаційний. Паливно-енергетичний комплекс базується на видобутку палива (вугілля, торф) та виробництві електроенергії на Рівненській атомній електростанції.
Основними галузями машинобудівного комплексу району є автомобілебудування (виробництво вантажно-пасажирських автомобілів), сільськогосподарське машинобудування, радіотехнічна, приладо- та верстатобудування.
Хіміко-індустріальний комплекс району орієнтується в основному на споживача. Найбільшими центрами хімічної промисловості є Рівне (азотні добрива), Луцьк (вироби з пластмаси, фарби, побутова хімія).
Найрізноманітніша продукція виробляється підприємствами будівельно-індустріального комплексу. Це видобуток і обробка будівельного каміння, виготовлення цементу (Здолбунів), залізобетонних конструкцій, скла, цегли, черепиці тощо.
Лісовиробничий комплекс Північно-Західного економічного району складається майже з усіх (крім целюлозно-паперового) виробництв: від лісозаготівлі до лісохімії (Костопіль, Ківерці, Радивилів, Луцьк, Рівне).
Сільське господарство Полісся спеціалізується в основному на льонарстві, картоплярстві та молочно-м'ясному тваринництві. Місцеве значення має зернове господарство, буряківництво, м'ясо-молочне тваринництво. Харчова промисловість переважно зорієнтована на перероблення власної сировини, а тому провідними галузями є борошномельна, цукрова, плодоовочева, спиртогорілчана, молочна, м'ясна.
Використовуючи місцеву та привізну сільськогосподарську сировину, а також значні трудові ресурси району, набув значного розвитку комплекс легкої індустрії. Основними центрами комплексу є Рівне, Луцьк, Дубно, Ковель.
Серед галузей транспортного комплексу найбільше значення мають залізничний та автомобільний, а також трубопровідний та повітряний види транспорту. Шляхи сполучення переважно мають загальнодержавне й міжнародне значення. Найбільшими транспортними вузлами, крім обласних центрів, є також міста Ковель, Здолбунів, Сарни.
Найважливіші центри рекреації та туризму: Володимир, Рівне, Луцьк, Шацьк та ін.

## Найбільші міста

### Рівне
Місто Рівне (248 тис. жителів) є адміністративним, економічним і культурним центром однойменної області. Спеціалізується воно на машинобудуванні (радіоелектронному, електротехнічному, сільськогосподарському), хімічній, легкій, лісовій, будівельній та харчовій галузях промисловості. Виші міста готують інженерів водного господарства, вчителів, культурно-освітніх працівників.

### Луцьк
Луцьк (209 тис. жителів) — адміністративний, промисловий і культурно-освітній центр Волинської області. Профільні галузі у місті — машинобудування, хімічна, будівельних матеріалів, лісова, легка та харчова промисловість. У Луцьку є Волинський університет, філіали вишів та науково-дослідних інститутів, 2 театри, музеї.

Найцікавішими пам'ятками архітектури в Луцьку є Верхній замок XII–XIV ст., залишки храмів і житлових будівель (X–XIV ст.), фортечних валів XII–XIII ст., Покровська XV ст. і Хрестовоздвиженська церкви, Монастир єзуїтів 1539–1610 рр. і Монастир триаріїв 1729 р., Троїцький собор 1755 р.

## Проблеми й перспективи розвитку
Основною проблемою району є відносно низький супроти інших регіонів рівень соціально-економічного розвитку. Дуже мало промислових підприємств працює в малих містах і селищах. Особливо гостро в них постають проблеми зайнятості, доброустрою тощо.